# Nagroda im. Konrada Swinarskiego
Nagroda im. Konrada Swinarskiego – nagroda dla najlepszego reżysera sezonu teatralnego, przyznawana od 1976 roku przez redakcję miesięcznika Teatr.

## Laureaci
- sezon 2022/23

Wojciech Faruga - za reżyserię „Dekalogu” w Teatrze Narodowym w Warszawie
- sezon 2021/2022

Anna Augustynowicz – za reżyserię „Odlotu” na podstawie sztuki Zenona Fajfera w Teatrze Współczesnym w Szczecinie.
- sezon 2020/2021

Luk Perceval – za reżyserię 3SIÓSTR na podstawie sztuki Antoniego Czechowa w TR Warszawa i Narodowym Starym Teatrze w Krakowie.
- sezon 2019/2020

Mariusz Treliński – za reżyserię „Halki” Stanisława Moniuszki w Teatrze Wielkim – Operze Narodowej w Warszawie
Nominacje
- Jan Klata za reżyserię „Matki Joanny od Aniołów”
- Agnieszka Glińska za reżyserię „Halki”
- Wojciech Kościelniak za reżyserię „Przybysza”
- Bartosz Szydłowski za reżyserię „Hamleta”

- sezon 2018/2019

Kornél Mundruczó – za reżyserię „Cząstek kobiety” Katy Wéber w TR Warszawa
- sezon 2017/2018

Maja Kleczewska – za spektakl „Pod presją”, którego premiera odbyła się w marcu 2018 na deskach Teatru Śląskiego im. St. Wyspiańskiego w Katowicach.
- sezon 2016/2017

Anna Augustynowicz – za reżyserię „Ślubu” Witolda Gombrowicza ze scenografią Marka Brauna i kostiumami Wandy Kowalskiej do muzyki Jacka Wierzchowskiego w wykonaniu aktorów Teatru Współczesnego w Szczecinie i Teatru im. Jana Kochanowskiego w Opolu.
- sezon 2015/2016

Eimuntas Nekrošius – za reżyserię „Dziadów” Adama Mickiewicza w adaptacji Rolandasa Rastkauskasa, ze scenografią Mariusa Nekrošiusa, do muzyki Pawła Szymańskiego w Teatrze Narodowym w Warszawie.
- sezon 2014/2015

Andrzej Chyra – za reżyserię opery Pawła Mykietyna „Czarodziejska góra” według powieści Thomasa Manna z librettem Małgorzaty Sikorskiej-Miszczuk i scenografią Mirosława Bałki, koprodukcji Festiwalu Malta, Krakowskiego Biura Festiwalowego, Programu 2 Polskiego Radia i Opery Bałtyckiej
- sezon 2013/2014

Michał Zadara – za reżyserię „Zbójców” Friedricha Schillera w Teatrze Narodowym w Warszawie
- sezon 2012/2013

Paweł Passini – za reżyserię „Morrisona/Śmiercisyna” Artura Pałygi w Opolskim Teatrze Lalki i Aktora
- sezon 2011/2012

Piotr Cieplak – za reżyserię „Nieskończonej historii” Artura Pałygi w Teatrze Powszechnym w Warszawie
- sezon 2010/2011

Janusz Opryński – za wieloletnie, konsekwentne podążanie własną drogą artystyczną i twórczy wkład w polską kulturę teatralną, ze szczególnym uwzględnieniem spektaklu „Bracia Karamazow”.
- sezon 2009/2010

Grzegorz Wiśniewski – za przedstawienie „Zmierzch bogów” wg Luchino Viscontiego, Enrico Medioli, Nicola Badaluccow’a w Teatrze Wybrzeże w Gdańsku
- sezon 2008/2009

Grzegorz Jarzyna – za reżyserię przedstawień „T.E.O.R.E.M.A.T.” wg Pier Paolo Pasoliniego oraz „Między nami dobrze jest” Doroty Masłowskiej w TR Warszawa
- sezon 2007/2008

Jan Klata – za reżyserię spektaklu „Sprawa Dantona” Stanisławy Przybyszewskiej w Teatrze Polskim we Wrocławiu
- sezon 2006/2007

Krzysztof Warlikowski – za reżyserię spektaklu „Aniołów w Ameryce” Tony’ego Kushnera w TR Warszawa
- sezon 2005/2006

Mariusz Treliński – za reżyserię oper „Andrea Chénier” i „La Bohème” w Teatrze Wielkim-Operze Narodowej
- sezon 2004/2005

Piotr Cieplak – za reżyserię spektaklu „Słomkowy kapelusz” Eugene’a Labiche’a w Teatrze Powszechnym im. Zygmunta Hübnera w Warszawie
- sezon 2003/2004

Paweł Miśkiewicz – za reżyserię przedstawienia „Niewina” Dei Loher w Narodowym Starym Teatrze im. Heleny Modrzejewskiej w Krakowie
- sezon 2002/2003

Jerzy Grzegorzewski – za reżyserię spektaklu „Morze i zwierciadło” Wystana H. Audena w Teatrze Narodowym w Warszawie
- sezon 2001/2002

Marek Fiedor – za reżyserię spektaklu „Matka Joanna od Aniołów” wg Jarosława Iwaszkiewicza w Teatrze im. Kochanowskiego w Opolu
- sezon 2000/2001

Jacek Głomb – za reżyserię „Ballady o Zakaczawiu” Kopki, Kowalewskiego i Głomba w Teatrze im. Heleny Modrzejewskiej w Legnicy
- sezon 1999/2000

Andrzej Wajda – za reżyserię spektaklu Teatru TV „Bigda idzie” wg Kadena-Bandrowskiego
- sezon 1998/1999

Henryk Tomaszewski – za reżyserię spektaklu „Traktat o marionetkach” Kleista w Teatrze Narodowym w Warszawie
- sezon 1997/1998

Grzegorz Jarzyna – za reżyserię „Iwony, księzniczki Burgunda” w Starym Teatrze im. Heleny Modrzejewskiej w Krakowie i „Niezidentyfikowanych szczątków...” w Teatrze Dramatycznym w Warszawie
- sezon 1996/1997

Eimuntas Nekrošius – za reżyserię spektaklu „Hamlet” Shakespeare’a – spektaklu wileńskiego Festiwalu LIFE, przedstawianego na Festiwalu „Kontakt” w Toruniu
- sezon 1995/1996

Jerzy Grotowski – Nagroda Specjalna z okazji pięćdziesięciolecia miesięcznika „Teatr” za całokształt dokonań
- sezon 1994/1995

Jury uznało za najwybitniejsze dokonania reżyserskie sezonu 1994/1995:
Jerzego Grzegorzewskiego „La Boheme” w Centrum Sztuki Studio w Warszawie
Jerzego Jarockiego „Kasię z Heilbronnu” Kleista w Teatrze Polskim we Wrocławiu
Krystiana Lupy „Lunatyków” wg Brocha w Starym Teatrze w Krakowie.
Zważywszy że wymienieni reżyserzy są już laureatami Nagrody im. Swinarskiego, jury, podporządkowując się regulaminowi (dopuszczającemu możliwość jednorazowego przyznania nagrody temu samemu artyście), postanowiło nie przyznawać Nagrody im. Konrada Swinarskiego za najwybitniejsze osiągnięcia w dziedzinie reżyserii w sezonie 1994/1995.
- sezon 1993/1994

Lech Raczak oraz aktorzy Teatru Ósmego Dnia – współtwórcy przedstawień tej sceny za całokształt działalności artystycznej
- sezon 1992/1993

Piotr Tomaszuk – za reżyserię przedstawień „Turlajgroszek” Tadeusza Słobodzianka i Piotra Tomaszuka i „Merlin. Inna historia” Tadeusza Słobodzianka w scenografii Mikołaja Maleszy i wykonaniu Towarzystwa Wierszalin z Białegostoku
- sezon 1991/1992

Kazimierz Kutz – za całokształt twórczości telewizyjnej, ze specjalnym uwzględnieniem przedstawień „Noc Walpurgii” Wieniedikta Jerofiejewa i „Stalin” Gastona Salvatore
- sezon 1990/1991

Jerzy Grzegorzewski – za inscenizację „Śmierci Iwana Iljicza” wg Lwa Tołstoja w Centrum Sztuki Studio im. Witkiewicza w Warszawie i Starym Teatrze im. Heleny Modrzejewskiej w Krakowie
Włodzimierz Staniewski wraz z zespołem – za stworzenie i działalność Ośrodka Praktyk Teatralnych Gardzienice
- sezon 1989/1990

Ryszard Peryt – za wybitne osiągnięcia w dziedzinie reżyserii operowej
- sezon 1988/1989

Zygmunt Hübner (pośmiertnie)
- sezon 1987/1988

Krystian Lupa – za reżyserię przedstawienia „Marzyciele” Roberta Musila w Starym Teatrze im. Heleny Modrzejewskiej w Krakowie
- sezon 1986/1987

Andrzej Dziuk wraz z zespołem – za stworzenie i działalność artystyczną Teatru im. Stanisława Ignacego Witkiewicza w Zakopanem
- sezon 1985/1986

Tadeusz Bradecki – za reżyserię spektakli „Woyzeck” Georga Büchnera w Starym Teatrze w Krakowie i „Pan Jowialski” Aleksandra Fredry w Teatrze im. Stefana Jaracza w Łodzi
- sezon 1984/1985

Janusz Nyczak – za reżyserię spektaklu „Trzy siostry” Antona Czechowa w Teatrze Nowym w Poznaniu
- sezon 1983/1984

Krzysztof Babicki – za przedstawienia: „Z życia glist” Pera Olofa Enquista w Starym Teatrze im. Modrzejewskiej w Krakowie, „Już prawie nic” wg Jerzego Andrzejewskiego, „Pułapka” Tadeusza Różewicza w Teatrze Wybrzeże w Gdańsku i „Irydion” Zygmunta Krasińskiego w Teatrze Współczesnym we Wrocławiu.
- sezon 1982/1983

Janusz Wiśniewski – za samodzielne i twórcze dokonania teatralne, zwłaszcza zrealizowane w Teatrze Nowym w Poznaniu autorskie przedstawienia „Panopticum a la Mme Tussaud” i „Koniec Europy” oraz za współudział w realizacji „Manekinów” Rudzińskiego w Operze Narodowej
- sezon 1981/1982

Nagrody nie przyznano.
- sezon 1980/1981

Mikołaj Grabowski – za samodzielne i oryginalne dokonania artystyczne ostatnich dwóch lat, a zwłaszcza za zrealizowane w Teatrze im. Stefana Jaracza w Łodzi: „Kwartetu” Bogusława Schaeffera, „Pamiątek Soplicy” Henryka Rzewuskiego, „Trans-Atlantyku” Witolda Gombrowicza
- sezon 1979/1980

Jerzy Krasowski – za reżyserię spektaklu „Sto rąk, sto sztyletów” Jerzego Żurka z Teatru im. Słowackiego w Krakowie
- sezon 1978/1979

Maciej Prus – za reżyserię spektaklu „Noc listopadowa” Wyspiańskiego w Teatrze Dramatycznym w Warszawie
- sezon 1977/1978

Maciej Englert – za reżyserię przedstawienia „Największa świetość” Iona Drucego w Teatrze Współczesnym w Warszawie
- sezon 1976/1977

Jerzy Jarocki – za reżyserię przedstawienia „Król Lear” Williama Shakespeare’a w Teatrze Dramatycznym w Warszawie
- sezon 1975/1976

Andrzej Wajda – za najwybitniejsze przedstawienie sezonu dla spektaklu „Gdy rozum śpi...” Antonio Buero Vallejo w Teatrze Na Woli w Warszawie

## Nagrody Specjalne
- sezon 2019/2020

Anna Kuligowska-Korzeniewska – za wkład w budowanie historii teatru i dramatu polskiego
- sezon 2018/2019

Adam Orzechowski – za talent i konsekwencję w budowaniu zespołu Teatru Wybrzeże
- sezon 2017/2018

Zygmunt Malanowicz – w uznaniu całej drogi twórczej
- sezon 2016/2017

Nagrodą Specjalną „Teatru” uhonorowano twórców spektaklu o unikalnej wartości artystycznej i humanistycznej „Wieloryb The Globe” Krzysztofa Globisza, Mateusza Pakułę, Evę Rysovą, Martę Ledwoń, Zuzanę i Antonisa Skoliasów, Marcina Chlandę, Cezarego Tomaszewskiego i Mateusza Wajdę Spektakl wyprodukowano w Teatrze Łaźnia Nowa w Krakowie i Teatrze Starym w Lublinie.
- sezon 2015/2016

Nagroda Specjalna: Jan Englert – dyrektor artystyczny Teatru Narodowego, za nadanie wyjątkowego kształtu obchodom 250. rocznicy powstania sceny narodowej w Polsce, o czym świadczą znakomite premiery z udziałem całego zespołu: „Kordian” Juliusza Słowackiego w jego reżyserii, „Dziady” Adama Mickiewicza w interpretacji Eimuntasa Nekrošiusa i „Pan Tadeusz – wszystkie słowa Mickiewicza” w reżyserii Piotra Cieplaka, a także rocznicowe wydanie serii świetnych monografii poświęconych dziejom Teatru Narodowego w Warszawie.
Z okazji 70. rocznicy powstania miesięcznika „Teatr” redakcja postanowiła nagrodzić: Krystiana Lupę, największego współczesnego reżysera teatralnego, za wybitne osiągnięcia w dziedzinie inscenizacji, oryginalny wkład w rozwój polskiej sztuki scenicznej i światowej myśli teatralnej, rozsławianie polskiego teatru za granicą, a także wychowanie całego pokolenia zdolnych następców.
- sezon 2014/2015

Nagroda Specjalna: Paweł Mykietyn – twórca opery „Czarodziejska góra” i muzyki do spektakli teatralnych
- sezon 2013/2014

Nagroda Specjalna: Wojciech Kościelniak – reżyser, który stworzył w Polsce nową formułę musicalu, wprowadzając na scenę muzyczną polską i europejską klasykę literacką: „Lalkę” Bolesława Prusa, „Chłopów” i „Ziemię obiecaną” Władysława Reymonta oraz „Mistrza i Małgorzatę” Michaiła Bułhakowa, „Frankensteina” Mary Shelley i „Sen nocy letniej” Williama Szekspira
- sezon 2012/2013

Nagroda Specjalna: Jacek St. Buras – wybitny tłumacz, krytyk literacki i pisarz, który przyswoił polskiemu teatrowi arcydzieła literatury niemieckojęzycznej, dawnej i współczesnej
- sezon 2011/2012

Nagroda Specjalna: Mikołaj Grabowski – wybitny reżyser teatralny, który wprowadził na scenę sarmacką tradycję i podjął z nią twórczą dyskusję, ostatnio w spektaklach „Pan Tadeusz, czyli Ostatni Zajazd na Litwie” wg poematu Adama Mickiewicza, w adaptacji Mikołaja Grabowskiego i Tadeusza Nyczka w Narodowym Starym Teatrze w Krakowie oraz „Dwanaście stacji” Tomasza Różyckiego w Teatrze im. Jana Kochanowskiego w Opolu
- sezon 2010/2011

Nagroda Specjalna: Wojciech Plewiński – wybitny fotograf teatralny
- sezon 2009/2010

Nagroda Specjalna: Jerzy Juk-Kowarski – za scenografie do spektakli Jerzego Jarockiego
- sezon 2008/2009

Nagroda Specjalna: Jerzy Radziwiłowicz – za nadzwyczajną twórczą wszechstronność objawioną zarówno w działalności aktorskiej, jak i translatorskiej
- sezon 2007/2008

Nagroda Specjalna: Andrzej Łapicki – za całokształt twórczości artystycznej
- sezon 2006/2007

Nagroda Specjalna: Danuta Szaflarska – za całokształt twórczości artystycznej
- sezon 2005/2006

Nagroda Specjalna z okazji sześćdziesięciolecia miesięcznika „Teatr”: Jerzy Jarocki